# Histoire de l'Estonie pendant la Seconde Guerre mondiale
Avant le déclenchement de la Seconde Guerre mondiale, l'Allemagne et l'Union soviétique signent le pacte de non-agression germano-soviétique, concernant la partition et la disposition des États souverains, dont l'Estonie, et en particulier son protocole additionnel secret d'août 1939.
La république d'Estonie déclare sa neutralité dans la guerre mais tombe sous la sphère d'influence soviétique en raison du pacte Molotov-Ribbentrop et est occupée par l'Union soviétique en 1940. Des arrestations politiques de masse, des déportations et des exécutions suivent. Lors de la guerre d'été, lors de l'opération allemande Barbarossa en 1941, les Frères de la forêt, pro-indépendance, prennent le sud de l'Estonie au NKVD et à la 8e armée avant l'arrivée de la 18e armée allemande. Dans le même temps, les bataillons de destruction paramilitaires soviétiques mènent des opérations punitives, y compris des pillages et des meurtres, sur la base de la tactique de la terre brûlée proclamée par Joseph Staline. L'Estonie est ensuite occupée par l'Allemagne et incorporée au Reichskommissariat Ostland.
En 1941, les Estoniens sont enrôlés dans le 8e corps de fusiliers estoniens et entre 1941 et 1944 dans les forces allemandes nazies. Les hommes qui évitent ces mobilisations s'enfuient en Finlande pour rejoindre le Régiment d'infanterie finlandais 200. Environ 40% de la flotte estonienne d'avant-guerre est réquisitionnée par les autorités britanniques et utilisée dans les convois de l'Atlantique. Environ 1000 marins estoniens servent dans la marine marchande britannique (en), dont 200 comme officiers. Un petit nombre d'Estoniens servent dans la Royal Air Force, dans l'armée britannique et dans l'armée américaine.
De février à septembre 1944, le détachement de l'armée allemande "Narwa" freine l'opération soviétique estonienne. Après avoir franchi la défense du IIe Corps d'armée de l'autre côté de la rivière Emajõgi et affronté les troupes estoniennes indépendantistes, les forces soviétiques réoccupent l'Estonie continentale en septembre 1944. Après la guerre, l'Estonie reste incorporée à l'Union soviétique sous le nom de république socialiste soviétique d'Estonie jusqu'en 1991, malgré le fait que la Charte de l'Atlantique stipule qu'aucun arrangement territorial n'est fait.
Les pertes de la Seconde Guerre mondiale en Estonie, estimées à environ 25 % de la population, sont parmi les plus élevées d'Europe. Les décès dus à la guerre et à l'occupation sont de 81 000 morts dans les rapports actuels. Il s'agit notamment des décès lors des déportations soviétiques en 1941, des exécutions soviétiques, des déportations allemandes et des victimes de l'Holocauste en Estonie.

## Contexte
Avant la Seconde Guerre mondiale, la république d'Estonie et l'URSS signent et ratifient les traités suivants:

### Pacte Kellogg-Briand
Le Pacte Kellogg-Briand "renonçant à la guerre comme instrument de politique", est ratifié par l'Estonie et l'URSS le 24 juillet 1929.

### Traité de non-agression
Le 4 mai 1932, le traité de non-agression est signé avec l'URSS.

### La Convention pour la définition de l'agression
Le 3 juillet 1933, pour la première fois dans l'histoire des relations internationales, l'agression est définie dans un traité contraignant signé à l'ambassade soviétique à Londres par l'URSS et entre autres, la république d'Estonie,.
L'article II définit les formes d'agression. Il est reconnu comme agresseur l'État qui est le premier à avoir commis l'une des actions suivantes :
Chapitres pertinents :
- Deuxième - invasion par les forces armées du territoire d'un autre État même sans déclaration de guerre.
- Quatrièmement - un blocus naval des côtes ou des ports d'un autre État.

### Déclaration de neutralité
L'Estonie, la Lettonie et la Lituanie déclarent conjointement leur neutralité le 18 novembre 1938, à Riga, lors de la Conférence des ministres des Affaires étrangères baltes, leurs parlements respectifs adoptant des lois sur la neutralité plus tard cette année-là. L'Estonie adopte une loi ratifiant sa neutralité le 1er décembre 1938, sur le modèle de la déclaration de neutralité de la Suède du 29 mai 1938. Fait également important, l'Estonie affirme sa neutralité dans sa toute première constitution, ainsi que le traité de Tartu conclu en 1920 entre la république d'Estonie et la RSF russe.

### Pacte Molotov-Ribbentrop

Divisions prévues et réelles de l'Europe, selon le pacte Molotov-Ribbentrop, avec des ajustements ultérieurs

Tôt le matin du 24 août 1939, l'Union soviétique et l'Allemagne nazie signent un pacte de non-agression de 10 ans, appelé le pacte Molotov-Ribbentrop. Le pacte contient un protocole secret, révélé seulement après la défaite de l'Allemagne en 1945, selon lequel les États d'Europe du Nord et de l'Est seraient divisés en «sphères d'influence» allemandes et soviétiques. Au nord, la Finlande, l'Estonie et la Lettonie seraient incorporés à la sphère soviétique, la Pologne serait quant à elle divisée en cas de «réarrangement politique», les régions à l'est du Narew, de la Vistule et du San dépendraient de l'Union soviétique tandis que l'Allemagne occuperait l'ouest. La Lituanie, adjacente à la Prusse orientale, serait dans la sphère d'influence allemande, bien qu'un deuxième protocole secret convenu en septembre 1939 attribue la majorité de la Lituanie à l'URSS.

## Début de la Seconde Guerre mondiale

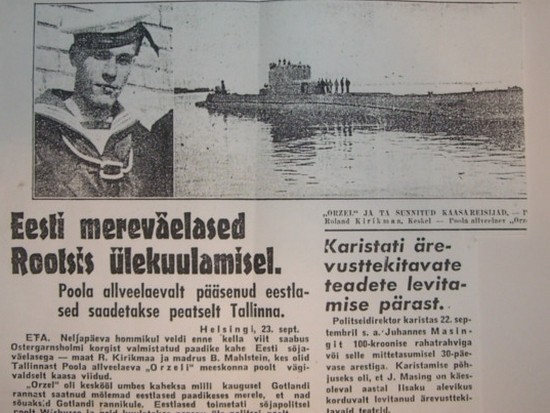
L'incident d'Orzel couvert dans le journal estonien Uus Eesti

La Seconde Guerre mondiale commence avec l'invasion par l'Allemagne de la Pologne, un allié régional important de l'Estonie. Bien qu'une certaine coordination existe entre l'Allemagne et l'URSS au début de la guerre, l'Union soviétique communique à l'Allemagne nazie sa décision de lancer sa propre invasion dix-sept jours après l'invasion allemande, en raison, en partie, de la rapidité imprévue de l'effondrement militaire polonais.
- Le 1er septembre 1939, l'Allemagne envahit sa partie de la Pologne dans le cadre du pacte Molotov-Ribbentrop.
- Le 3 septembre, la Grande-Bretagne, la France, l'Australie et la Nouvelle-Zélande déclarent la guerre à l'Allemagne.
- Le 14 septembre, le sous-marin polonais ORP Orzeł atteint Tallinn, en Estonie.
- Le 17 septembre, l'Union soviétique envahit sa partie de la Pologne dans le cadre du protocole secret du pacte Molotov-Ribbentrop[13]. Au cours de cette invasion, une étroite coordination des activités militaires allemandes et soviétiques a lieu[14],[15].
- Le 18 septembre a lieu l'incident de l'Orzeł; le sous-marin polonais s'échappe de Tallinn et se rend au Royaume-Uni; la neutralité de l'Estonie est alors mise en doute par l'Union soviétique et l'Allemagne.

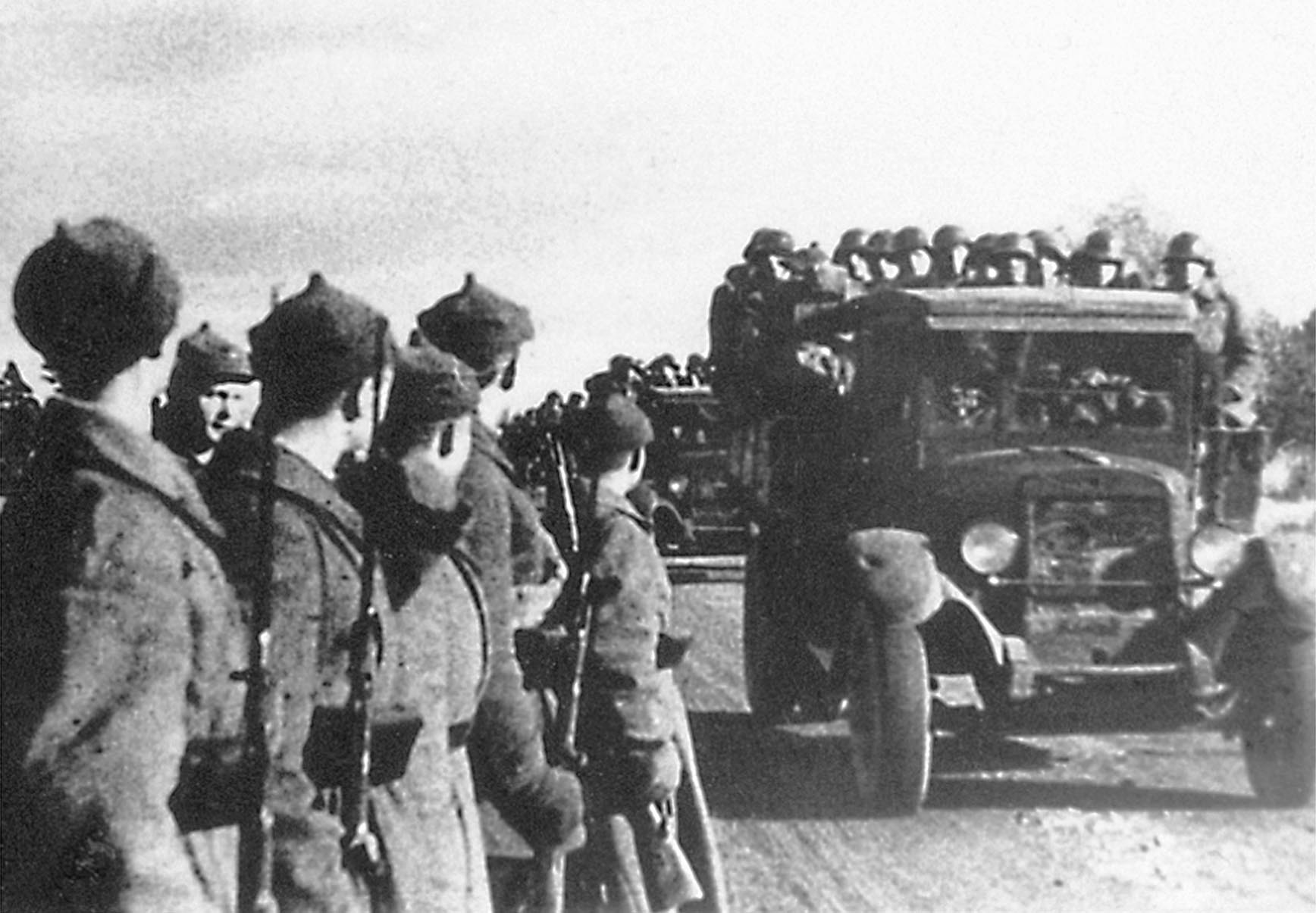
L'Armée rouge entre en Estonie en 1939.

Le 24 septembre 1939, avec l'imminence de la chute de la Pologne face à l'Allemagne nazie et à l'URSS, et à la lumière de l'incident d'Orzeł, la presse et la radio de Moscou commencent à désigner violemment l'Estonie comme "hostile" à l'Union soviétique. Des navires de guerre de la marine rouge apparaissent au large des ports estoniens et les bombardiers soviétiques commencent des patrouilles menaçantes au-dessus de Tallinn et de la campagne voisine. Moscou exige que l'Estonie autorise l'URSS à établir des bases militaires et à stationner 25 000 soldats sur le sol estonien pendant la durée de la guerre européenne. Le gouvernement estonien accepte l'ultimatum en signant l'accord correspondant le 28 septembre 1939.
Le pacte est alors conclu pour dix ans:
1. L'Estonie accorde à l'URSS le droit de maintenir des bases navales et des aérodromes protégés par les troupes de l'Armée rouge sur les îles stratégiques dominant Tallinn, le golfe de Finlande et le golfe de Riga;
2. L'Union soviétique accepte d'augmenter ses échanges commerciaux avec l'Estonie, et de donner à l'Estonie des facilités d'accès au ports soviétiques de la mer Noire et de la mer Blanche au cas où la Baltique serait fermée afin de lui permettre de continuer ses échanges commerciaux à l'international;
3. L'URSS et l'Estonie s'engagent à se défendre mutuellement contre «l'agression de toute grande puissance européenne»;
4. Il est déclaré: le pacte "ne devrait pas affecter" les "systèmes économiques et les organisations étatiques" de l'URSS et de l'Estonie[16].

Il n'y a alors pas de consensus dans la société estonienne sur les décisions que les dirigeants de la république d'Estonie prennent.
Lorsque les troupes soviétiques pénétrent en Estonie, les canons des deux pays se saluent mutuellement et des orchestres jouent à la fois l'hymne estonien et l'Internationale, l'hymne de l'URSS, à l'époque.
Des demandes similaires sont transmises à la Finlande, à la Lettonie et à la Lituanie. La Finlande résiste, et est attaquée par l'Union soviétique le 30 novembre. L'attaque étant jugée illégale, l'Union soviétique est expulsée de la Société des Nations le 14 décembre. La Finlande résiste pendant la guerre d'hiver jusqu'en mars 1940, date à laquelle le Traité de paix de Moscou est signé.
La première perte de population pour l'Estonie est le rapatriement d'environ 12 000 à 18 000 germano-baltes vers l'Allemagne,.

## Occupation soviétique

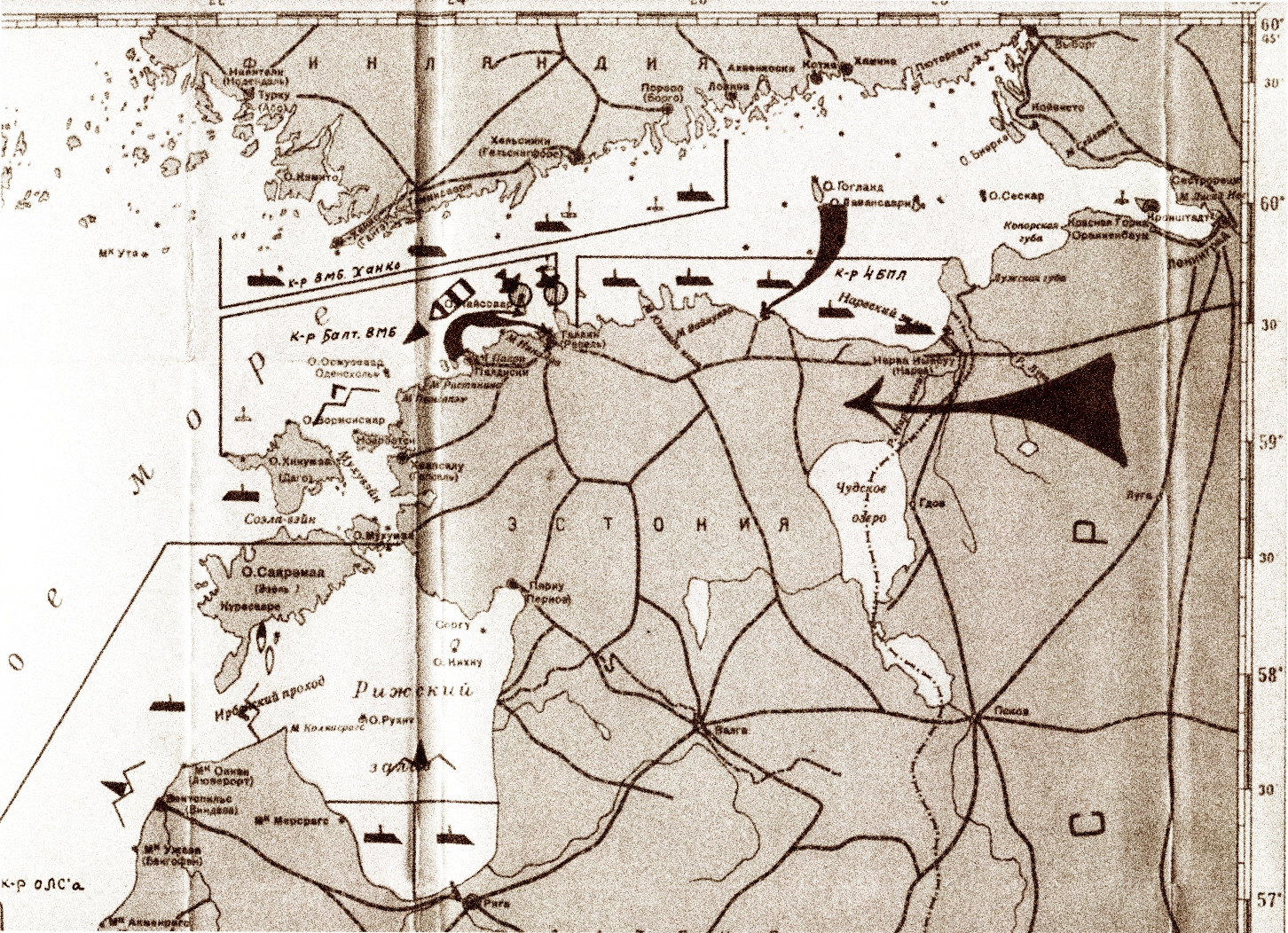
Schémas du blocus militaire soviétique et de l'invasion de l'Estonie en 1940

Au cours de l'été 1940, l'occupation de l'Estonie est menée comme une opération militaire régulière. 160 000 hommes, appuyés par 600 chars, se rassemblent pour l'invasion de l'Estonie. Cinq divisions de l'armée de l'air soviétique avec 1 150 avions bloquent tout l'espace aérien de la Baltique. La flotte soviétique de la Baltique bloque les mouvements depuis la mer. Le NKVD soviétique reçoit l'ordre d'être prêt pour l'accueil de 58 000 prisonniers de guerre.
Le 3 juin 1940, toutes les forces militaires soviétiques basées dans les États baltes sont placées sous le commandement d'Aleksandr Loktionov.
Le 9 juin, la directive 02622ss/ov est donnée au district militaire de Leningrad de l'Armée rouge par Semion Timochenko pour qu'il soit prêt le 12 juin à capturer les navires des marines estonienne, lettone et lituanienne dans leurs bases ou en mer; capturer les flottes commerciales estoniennes et lettones ainsi que tous les autres navires; débarquer et envahir Tallinn et Paldiski; fermer le golfe de Riga et bloquer les côtes de l'Estonie et de la Lettonie dans le golfe de Finlande et la mer Baltique; empêcher une évacuation des gouvernements, des forces militaires et des moyens estoniens et lettons; fournir un soutien naval pour une invasion vers Rakvere; et empêcher les avions estoniens et lettons de voler vers la Finlande ou la Suède.
Le 12 juin 1940, la flotte soviétique de la Baltique reçoit l'ordre de mettre en œuvre un blocus militaire total de l'Estonie,.
Le 13 juin à 10 h 40, les forces soviétiques commencent à se déplacer vers leurs positions et sont prêtes le 14 juin à 22 h 00: quatre sous-marins et un certain nombre d'unités légères de la marine sont positionnés dans la mer Baltique, dans le golfes de Riga et en Finlande pour isoler les États baltes; un escadron de la marine comprenant trois divisions de destroyers est positionné à l'ouest de Naissaar afin de soutenir l'invasion; les quatre bataillons de la 1re brigade de marine sont positionnés sur les navires de transport Sibir, 2e Pjatiletka et Elton pour les débarquements sur les îles Naissaare et Aegna; le navire de transport Dnester et les destroyers Storozevoi et Silnoi sont positionnés avec des troupes pour l'invasion de la capitale Tallinn; le 50e bataillon est positionné sur des navires pour une invasion près de Kunda. 120 navires soviétiques participent au blocus naval, dont un croiseur, sept destroyers et dix-sept sous-marins, ainsi que 219 avions, dont la 8e brigade aérienne avec 84 bombardiers DB-3 et Tupolev SB et la 10e brigade avec 62 avions.
Le 14 juin, alors que l'attention du monde est concentrée sur la chute de Paris face à l'Allemagne nazie un jour plus tôt, le blocus militaire soviétique contre l'Estonie entre en vigueur. Deux bombardiers soviétiques abattent l'avion de ligne finlandais "Kaleva" reliant Tallinn à Helsinki, transportant trois valises diplomatiques des légations américaines à Tallinn, Riga et Helsinki et plus de 120 kilogrammes de courrier diplomatique par deux courriers de l'ambassade de France. L'employé du service extérieur américain Henry W. Antheil Jr, les courriers français et les autres passagers sont tués dans l'accident.
Le 16 juin 1940, l'Union soviétique envahit l'Estonie. L'Armée rouge sort de ses bases militaires en Estonie, quelque 90 000 soldats soviétiques supplémentaires entrent également dans le pays. Viatcheslav Molotov accuse les États baltes de conspiration contre l'Union soviétique et lance un ultimatum à l'Estonie pour la mise en place d'un gouvernement approuvé par les Soviétiques. Le gouvernement estonien décide, conformément au pacte Kellogg-Briand, de ne pas utiliser la guerre comme instrument de politique nationale, compte tenu de la force soviétique écrasante à la fois aux frontières et à l'intérieur du pays, et donc de ne pas résister afin d'éviter les effusions de sang et la guerre ouverte.

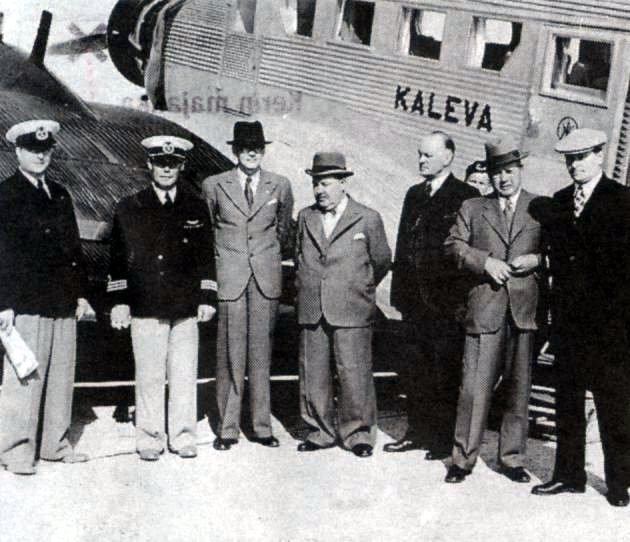
L'avion Kaleva et son équipage avant l'incident.

Le 17 juin, jour de la reddition de la France à l'Allemagne, l'Estonie accepte l'ultimatum et le statut d'État estonien cesse de facto d'exister. L'occupation militaire de la république d'Estonie se termine le 21 juin 1940 et devient « officielle » à la suite d'un coup d'État communiste soutenu par les troupes soviétiques.
La plupart des forces armées estoniennes et de la Ligue de défense estonienne se rendent conformément aux ordres du gouvernement estonien, estimant que la résistance est inutile, et sont alors désarmées par l'Armée rouge. Seul le bataillon indépendant des transmissions estonien stationné à Tallinn dans la rue Raua montre sa résistance face à l'Armée rouge et à la milice communiste d'autodéfense du peuple, combattant les troupes d'invasion le 21 juin 1940. Alors que l'Armée rouge apporte des renforts supplémentaires appuyés par six véhicules de combat blindés, la bataille dure plusieurs heures jusqu'au coucher du soleil. Finalement, la résistance militaire se termine par des négociations et le bataillon indépendant des transmissions se rend et est désarmé. Deux militaires estoniens sont morts, Aleksei Männikus et Johannes Mandre, et plusieurs autres sont blessés, du côté soviétique, une dizaine de morts sont dénombrés ainsi que plusieurs blessés. Le même jour, le drapeau de l'Estonie est remplacé par un drapeau rouge sur la tour Pikk Hermann, symbole du gouvernement en vigueur en Estonie.
Du 14 au 15 juillet, des élections truquées et probablement fabriquées ont lieu, seuls les candidats soutenus par les Soviétiques sont autorisés à se présenter. Ceux qui ne font pas tamponner leur passeport pour avoir voté pour un candidat communiste risquent de se faire tirer une balle dans la nuque. Des tribunaux sont créés pour punir les «traîtres au peuple». Le «parlement» ainsi élu proclame l'Estonie république socialiste le 21 juillet 1940 et demande à l'acceptation de l'Estonie au sein de l'Union soviétique.[réf. nécessaire] L'URSS annexe l'Estonie le 6 août et la rebaptise république socialiste soviétique d'Estonie. L'occupation et l'annexion de l'Estonie à l'Union soviétique en 1940 sont considérées comme illégales et ne sont pas officiellement reconnues par la Grande-Bretagne, les États-Unis et les autres démocraties occidentales. L'annexion abroge de nombreux traités antérieurs conclus par l'Union soviétique et son prédécesseur, la Russie bolcheviste.

### Terreur soviétique

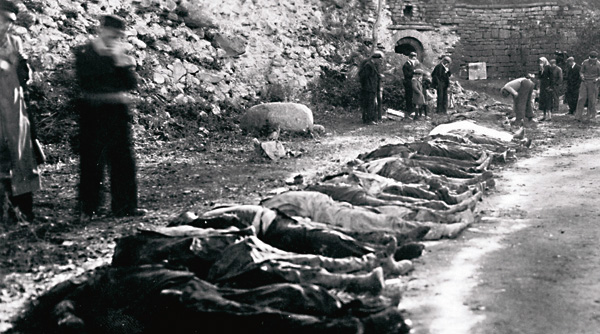
Personnes tuées par les autorités soviétiques à Kuressaare, en Estonie, en 1941.

Ayant pris le contrôle de l'Estonie, les autorités soviétiques mettent rapidement fin à toute opposition potentielle à leur régime. Au cours de la première année de l'occupation (1940-1941), plus de 8 000 personnes sont arrêtées, pour la plupart des politiciens et des officiers militaires du pays. Environ 2 200 prisonniers sont exécutés en Estonie, tandis que les autres sont transférés dans des camps de prisonniers en Russie, d'où très peu reviennent vivants. Le 19 juillet 1940, le commandant en chef de l'armée estonienne Johan Laidoner est capturé par le NKVD et déporté avec son épouse à Penza. Laidoner meurt dans le camp de prisonniers de Vladimir, en Russie, le 13 mars 1953. Le Président de l'Estonie, Konstantin Päts, est arrêté et déporté par les Soviétiques à Oufa en Russie le 30 juillet; il meurt dans un hôpital psychiatrique de Kalinin, en Russie, en 1956. Au total, environ 800 officiers estoniens sont arrêtés, environ la moitié sont exécutés, arrêtés ou morts de faim dans les camps de prisonniers.
La déportation massive est une autre arme clé du contrôle soviétique. Au printemps 1941, les instructions Serov "sur la procédure de déportation des éléments antisoviétiques de Lituanie, de Lettonie et d'Estonie" sont publiées, elles prévoient une procédure d'expulsion de ceux jugés "antisoviétiques". Cet ordre est rendu opérationnel le 14 juin 1941, la déportation massive de juin a alors lieu simultanément dans les trois pays baltes; près de 10 000 Estoniens sont expulsés en quelques jours seulement. La conscription forcée dans l'Armée rouge commence après l'invasion allemande de l'Union soviétique le 22 juin 1941, mais les conscrits estoniens sont jugés peu fiables, et sont donc affectés à de durs «bataillons de travail». Sur les 33 000 conscrits estoniens, plus de 10 000 meurent dans des conditions inhumaines à cause de la maladie, de la faim et du froid.
Lorsque l'Estonie est proclamée république soviétique (RSS), les équipages de 42 navires estoniens dans les eaux étrangères refusent de retourner dans leur pays (environ 40% de la flotte estonienne d'avant-guerre). Ces navires sont réquisitionnés par le Royaume-Uni et sont utilisés dans les convois de l'Atlantique. Pendant la guerre, environ 1000 marins estoniens servent dans la marine marchande britannique, dont 200 comme officiers. Un petit nombre d'Estoniens sert dans la Royal Air Force, dans l'armée britannique et dans l'armée américaine, pas plus de deux cents au total.

### Répression soviétique de l'ethnie russe
Immédiatement après la prise de contrôle soviétique, les institutions russes locales (sociétés, journaux, etc.) sont fermées. La vie culturelle qui s'était développée pendant l'indépendance de l'Estonie est détruite. Presque tous les principaux émigrés russes sont arrêtés puis exécutés.
Certains des émigrés russes avaient déjà été arrêtés avant le 21 juin 1940 par la police politique estonienne, probablement pour éviter des "provocations" lors de l'invasion de l'Armée rouge, et les personnes arrêtées avaient par conséquent été remises au NKVD après la prise de pouvoir communiste.

## Guerre d'été

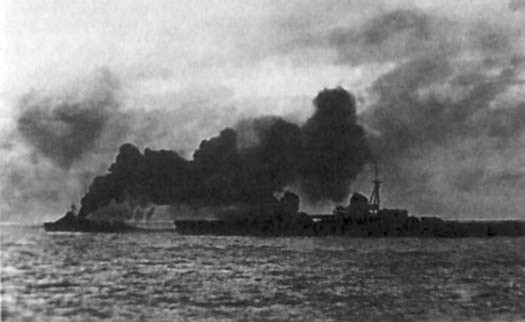
Croiseur soviétique Kirov protégé par la fumée lors de l'évacuation de Tallinn en août 1941.

Le 22 juin 1941, l'Allemagne nazie lance son invasion de l'Union soviétique. Le 3 juillet, Joseph Staline fait sa déclaration publique à la radio appelant à une politique de la terre brûlée dans les zones à abandonner. C'est en Estonie du Nord que les bataillons de destruction soviétiques ont le plus grand impact, étant le dernier territoire balte capturé par les Allemands. Les Frères de la forêt, pro-indépendance, au nombre de 12000, attaquent les forces du NKVD et de la 8e armée. La lutte contre les résistants et la mise en œuvre des tactiques de la terre brûlée sont accompagnées de terreur contre la population civile. Les bataillons de destruction incendient des fermes et quelques petits villages.
À leur tour, les membres des bataillons d'extermination risquent des représailles de la part des partisans anti-soviétiques.
Des milliers de personnes, dont une grande partie des femmes et des enfants, sont tuées, tandis que des dizaines de villages, d’écoles et de bâtiments publics sont incendiés. En août 1941, tous les habitants du village de Viru-Kabala sont tués, y compris un enfant de deux ans et un bébé de six jours. Lors du massacre de Kautla (en), vingt personnes, toutes civiles, sont assassinées, beaucoup après la torture, et des dizaines de fermes sont détruites. Le nombre de morts par rapport au nombre de fermes incendiées reste plus faible à la suite de la percée du groupe de reconnaissance Erna à travers le blocus de l'Armée rouge dans la région, permettant à de nombreux civils de s'échapper. Parfois, les bataillons brûlent des gens vifs. Les bataillons de destruction assassinent 1 850 personnes en Estonie, presque tous sont des partisans ou des civils non armés.

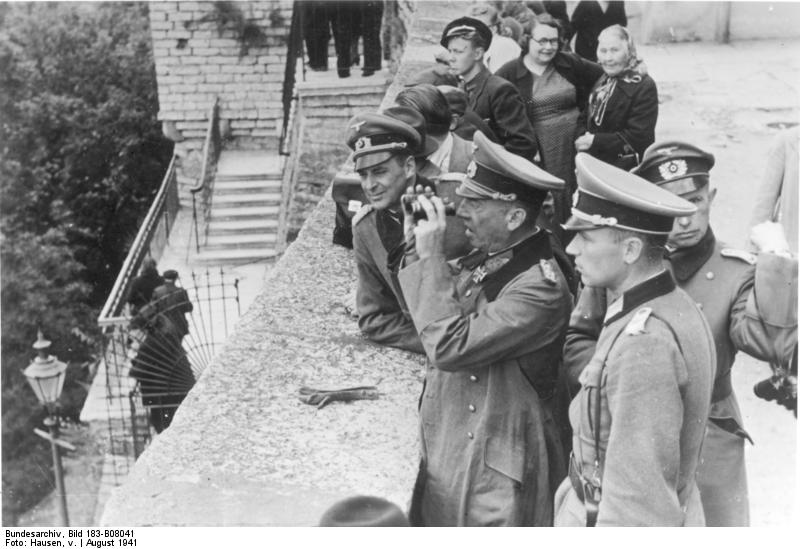
Le général allemand Georg von Küchler à Tallinn en août 1941.

Lorsque la 18e armée allemande traverse la frontière sud de l'Estonie les 7 et 9 juillet, les Frères de la forêt s'organisent en unités plus importantes. Ils s'en prennent aux unités de la 8e armée et aux bataillons de destruction à Antsla le 5 juillet 1941. Le lendemain, une plus grande offensive a lieu à Vastseliina où le groupe empêche la destruction par les soviétiques de la ville et piège les chefs de bataillon d'extermination et les administrateurs communistes locaux. Le 7 juillet, les résistants hissent le drapeau estonien à Vasteliina. Võru est ensuite libéré et au moment où la 18e armée arrive, les drapeaux bleu-noir-blanc sont déjà hissés et les Frères de la forêt sont organisés au sein de la milice Omakaitse.
La bataille de Tartu dure deux semaines et détruit une grande partie de la ville. Sous la direction de Friedrich Kurg, les Frères de la forêt chassent les Soviétiques de Tartu, derrière la ligne Pärnu-Emajõgi et laissant ainsi le sud de l'Estonie sous contrôle estonien le 10 juillet,. Le NKVD assassine 193 personnes dans la prison de Tartu lors de sa retraite le 8 juillet.
La 18e armée reprend son avance en Estonie en travaillant en coopération avec les Frères de la forêt. Les forces conjointes estono-allemandes prennent Narva le 17 août. À la fin d'août, Tallinn est encerclée, tandis que dans le port se trouvait la majorité de la flotte de la Baltique. Le 19 août, le dernier assaut allemand sur Tallinn commence. Les forces conjointes estono-allemandes prennent la capitale estonienne le 28 août. L'évacuation soviétique de Tallinn entraîne de lourdes pertes. Ce jour-là, le drapeau rouge baissé plus tôt sur Pikk Hermann est remplacé par le drapeau de l'Estonie. Lorsque les Soviétiques sont chassés d'Estonie, les troupes allemandes désarment tous les groupes des Frères de la forêt. Le drapeau estonien est remplacé sous peu par le drapeau de l'Allemagne.
Le 8 septembre, des unités allemandes et estoniennes lancent l'opération Beowulf pour dégager les forces soviétiques de l'archipel ouest-estonien. Une série d'attaques de diversion sont menées pour semer la confusion parmi les forces soviétiques. L'opération atteint ses objectifs le 21 octobre.

### Dégâts
2 199 personnes sont tuées par les agences de sécurité de l'État soviétique, les bataillons de destruction, l'Armée rouge et la flotte de la Baltique, dont 264 femmes et 82 mineurs. De graves dommages sont causés à la Société estonienne des coopératives de vente en gros, à la Société estonienne d'exportation de viande et à l'Association centrale des coopératives laitières, 3 237 fermes étant détruites. Au total, 13 500 bâtiments sont détruits. Les données sur le bétail et la volaille de 1939 différent de celles de 1942 par les chiffres suivants: il y a 30.600 chevaux de moins, 239.800 bovins laitiers en moins, 223.600 porcs en moins, 320.000 moutons en moins et 470 000 volailles en moins. Les équipements suivants sont évacués vers l'Union soviétique: ceux de l'usine d'ingénierie de Tallinn «Red Krull», de l'usine radio «Radio Pioneer» et des usines de pâtes et papiers du Nord. Le démantèlement de l'industrie du schiste bitumineux a également commencé. De plus, les matières premières, les produits semi-manufacturés et la production finie sont évacués. Au total, 36 849 roubles soviétiques d'équipement industriel, 362 721 roubles de moyens de transport, 82 913 roubles de produits finis et 94 315 roubles de matériaux sont emportés.[réf. nécessaire] En ajoutant les produits semi-manufacturés et les denrées alimentaires, un total de 606 632 roubles d'actifs sont évacués.

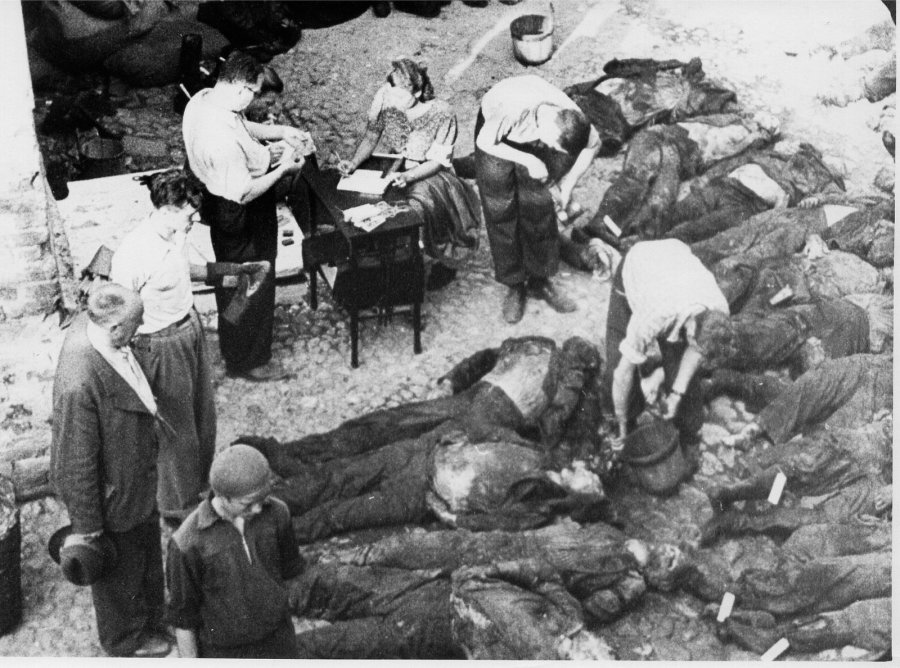
Victimes du NKVD à Tartu, en juillet 1941.

Lors des incendies des 12 et 13 juillet, le siège de la Ligue estonienne de défense, le campus de la Faculté de médecine vétérinaire et agricole de l'Université de Tartu et d'autres bâtiments universitaires sont incendiés. Plusieurs bibliothèques de l'Université et 135 grandes bibliothèques privées sont détruites, représentant de une perte de 465 000 livres, de nombreux documents d'archives et de 2 500 œuvres d'art.

## Occupation allemande
La plupart des Estoniens accueillent les Allemands à bras relativement ouverts et espérent le rétablissement de l'indépendance. Dans le sud de l'Estonie, des administrations indépendantistes sont mises en place, dirigées par Jüri Uluots, et un conseil de coordination est mis en place à Tartu dès le retrait du régime soviétique et avant l'arrivée des troupes allemandes. Les Frères de la Forêt ayant chassé l'Armée Rouge de Tartu rendent cela possible. Tout cela pour rien car les Allemands dissolvent le gouvernement provisoire et l'Estonie devient une partie du Reichskommissariat Ostland occupé par les Allemands. Une Sicherheitspolizei est créé pour la sécurité intérieure sous la direction d'Ain-Ervin Mere,.

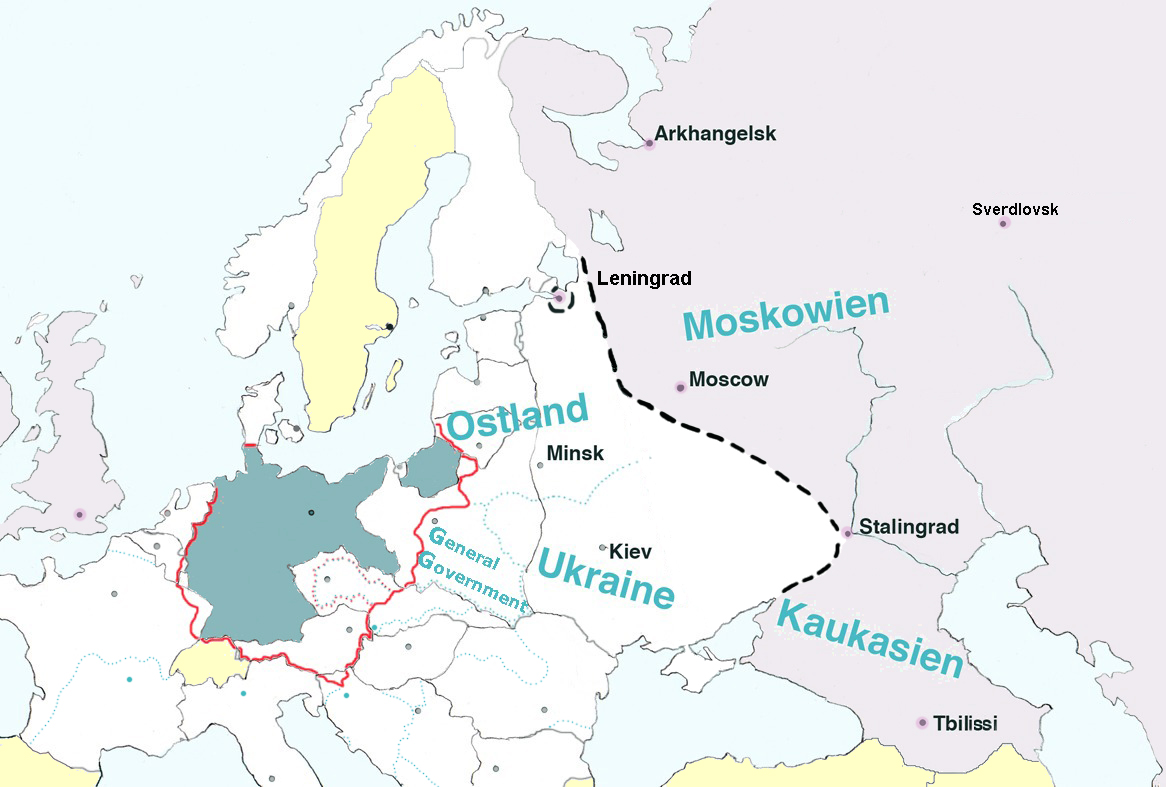
L'Europe avec les frontières d'avant-guerre et la représentation du projet Generalplan Ost.

En avril 1941, à la veille de l'invasion allemande, Alfred Rosenberg, ministre du Reich pour les territoires occupés de l'Est, un germano-balte, né et élevé à Tallinn, expose ses plans pour l'Est. Selon Rosenberg, une future politique est créée:
1. Germanisation des éléments "racialement appropriés".
2. Colonisation par le peuple germanique.
3. Exil, déportations des éléments indésirables.

Rosenberg estime que "les Estoniens sont les plus germaniques parmi les habitants de la région baltique, ayant déjà atteint 50 pour cent de germanisation grâce à l'influence danoise, suédoise et allemande". Les Estoniens inadaptés doivent être déplacés vers une région que Rosenberg appelle «Peipusland» pour faire de la place aux colons allemands. Le renvoi de 50% des Estoniens est conforme au Generalplan Ost, mais le plan ne prévoit pas uniquement leur déplacement, la majorité devrait travailler et mourir de faim.
L'enthousiasme initial qui accompagne la libération de l'occupation soviétique diminue rapidement et les Allemands ont un succès limité dans le recrutement de volontaires. Le projet est introduit en 1942, ce qui entraîne la fuite de 3 400 hommes en Finlande pour combattre dans l'armée finlandaise plutôt que de rejoindre les Allemands. Le régiment d'infanterie finlandais 200 est composé de volontaires estoniens qui ont fui la mobilisation forcée de 1943-1944 dans les forces allemandes en Estonie. L'unité combat l'Armée rouge sur le front de Carélie. En juin 1942, les dirigeants politiques d'Estonie qui ont survécu aux répressions soviétiques tiennent une réunion cachée aux puissances occupantes en Estonie où la formation d'un gouvernement estonien clandestin et les options pour préserver la continuité de la république sont discutées. Le 6 janvier 1943, une réunion a lieu à la délégation étrangère estonienne de Stockholm. Afin de préserver la continuité juridique de la république d'Estonie, il est décidé que le dernier Premier ministre constitutionnel, Jüri Uluots, devait continuer à assumer ses responsabilités de Premier ministre. En juin 1944, l'assemblée des électeurs de la république d'Estonie se réunit en secret à Tallinn et nomme Jüri Uluots au poste de Premier ministre avec des responsabilités de président. Le 21 juin, Jüri Uluots nomme Otto Tief vice-Premier ministre. Avec la victoire alliée sur l'Allemagne devenant certaine en 1944, la seule option pour sauver l'indépendance de l'Estonie est de conjurer une nouvelle invasion soviétique de l'Estonie jusqu'à la capitulation de l'Allemagne. En soutenant l'appel de conscription allemand, Uluots espère restaurer l'armée estonienne et l'indépendance du pays.

### L'Holocauste
Les premiers enregistrements de Juifs en Estonie remontent au XIVe siècle. La colonie juive permanente en Estonie commence au XIXe siècle, lorsqu'en 1865, le tsar russe Alexandre II accorde aux juifs titulaires de diplômes universitaires et aux marchands de la troisième guilde le droit d'entrer dans la région.

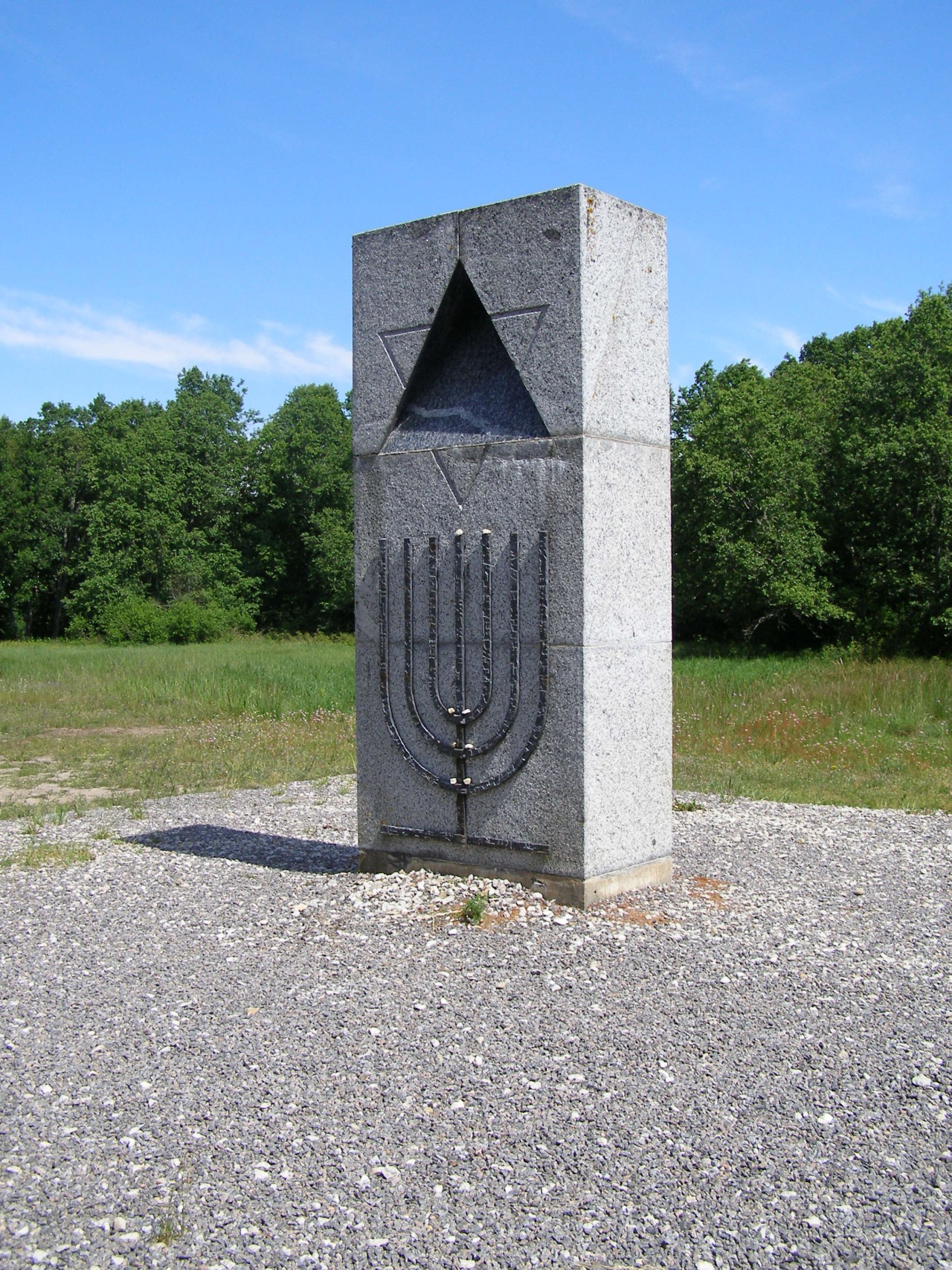
Mémorial de l'Holocauste sur le site de l'ancien camp de concentration de Klooga, inauguré le 24 juillet 2005

La création de la république d'Estonie en 1918 marque le début d'une nouvelle ère pour les Juifs. Environ 200 Juifs combattent pour la création de la république d'Estonie et 70 de ces hommes sont des volontaires. Le 12 février 1925, le gouvernement estonien adopte une loi unique dans l'Europe de l'entre-deux-guerres relative à l'autonomie culturelle des minorités ethniques. La communauté juive prépare rapidement sa demande d'autonomie culturelle. Des statistiques sur les citoyens juifs sont compilées, ils sont au total 3045. En juin 1926, le Conseil culturel juif est élu et l'autonomie culturelle juive est déclarée. L'autonomie culturelle juive est d'un grand intérêt pour la communauté juive mondiale. Le Fonds national juif remet au gouvernement de la république d'Estonie un certificat de gratitude pour cette réalisation.
Il y a au moment de l'occupation soviétique en 1940 environ 4 000 Juifs estoniens. De nombreux Juifs sont déportés en Sibérie avec d'autres Estoniens par les Soviétiques. On estime que 500 Juifs ont subi ce sort.
La communauté juive est parmi les premières à être arrêtée conformément au Generalplan Ost qui exige le renvoi de 50% des citoyens estoniens. Avec l'invasion des pays baltes, le gouvernement nazi a l'intention d'utiliser les pays baltes comme zone principale de génocide de masse.
Par conséquent, des Juifs de pays extérieurs aux pays baltes y sont expédiés pour être exterminés. Sur les quelque 4 300 Juifs d'Estonie avant la guerre, entre 950 et 1 000 sont piégés par les nazis. On estime que 10 000 Juifs sont tués en Estonie après avoir été déportés vers des camps en provenance d'ailleurs d'Europe de l'Est. Il y a notamment sept Estoniens connus, Ralf Gerrets, Ain-Ervin Mere, Jaan Viik, Juhan Jüriste, Karl Linnas, Aleksander Laak et Ervin Viks, qui sont jugés pour crimes contre l'humanité. Depuis le rétablissement de l'indépendance de l'Estonie, la Commission internationale estonienne d'enquête sur les crimes contre l'humanité est créée. Des mémoriaux sont mis en place pour le 60e anniversaire des exécutions de masse qui ont eu lieu dans les camps de Lagedi, Vaivara et Klooga en septembre 1944.
En mai 2005, le Premier ministre estonien Andrus Ansip prononce un discours lors d'une visite à Klooga:
"Bien que ces meurtriers doivent répondre de leurs crimes en tant qu'individus, le Gouvernement estonien continue de faire tout son possible pour dénoncer ces crimes. Je m'excuse du fait que des citoyens estoniens aient pu être trouvés parmi ceux qui ont participé au meurtre de personnes ou aidé à perpétrer de ces crimes."
L'Estonie (avec l'Autriche, la Lituanie, la Norvège, la Roumanie, la Suède, la Syrie et l'Ukraine) reçoit la note de catégorie F: "Échec total" ("pays qui refusent en principe d'enquêter, et encore de poursuivre les criminels de guerre nazis présumés" ) par le Rapport de situation sur les enquêtes et les poursuites contre les criminels de guerre nazis du Centre Simon-Wiesenthal en 2006.

## Unités militaires estoniennes en 1941-1943

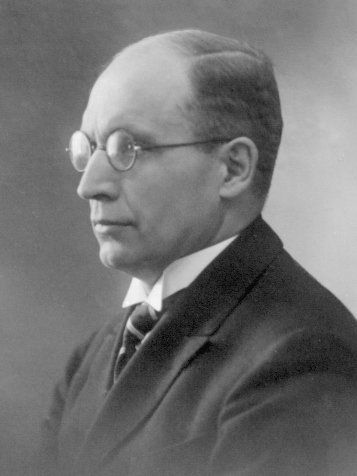
Jüri Uluots

### Unités estoniennes dans les forces allemandes
En 1941, il est annoncé en Allemagne que des forces de soutien au combat supplémentaires, les unités Waffen-SS, seraient constituées de ressortissants étrangers non allemands. L'objectif est de disposer de la main-d'œuvre supplémentaire des pays occupés. Certaines de ces légions étrangères constituées comprennent des volontaires de Belgique, du Danemark, de Finlande, de France, de Norvège et des Pays-Bas. Jusqu'en mars 1942, les Estoniens servent principalement à l'arrière au sein du Groupe de sécurité Nord. Le 28 août 1942, les puissances allemandes annoncent la création officielle de la légion estonienne au sein des forces de soutien au combat, les unités Waffen SS Verfügungstruppe. L'Oberführer Franz Augsberger est nommé commandant de la légion. Au 13 octobre 1942, 500 volontaires sont rassemblés. Au printemps 1943, des hommes supplémentaires sont recrutés par la police et le nombre est passé à 1280. 90% des volontaires ont perdu un proche durant la Terreur rouge. Le bataillon "Narwa" est formé à partir des 800 premiers hommes de la Légion à avoir terminé leur entraînement à Dębica (Heidelager en 1943), et envoyé en avril 1943 pour rejoindre la Division Wiking en Ukraine. Ils remplacent le bataillon de volontaires finlandais, rappelé en Finlande pour des raisons politiques.
Le bataillon "Narwa" participe à la bataille de la poche de Korsun-Tcherkassy. En reculant par la voie d'évacuation appelée The Hell's Gate, le bataillon tombe sous le feu des Soviétiques avec peu de couverture. Le bataillon perd presque tout son équipement pendant le carnage tandis que la plupart des troupes s'échappent de l'encerclement.

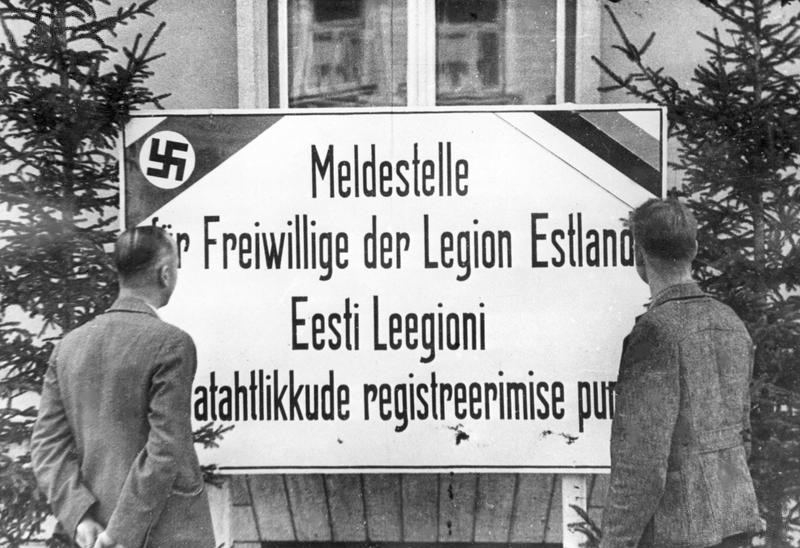
Point d'enregistrement des volontaires de la Légion d'Estonie, en septembre 1942

En mars 1943, les puissances d'occupation allemandes se tournent vers la mobilisation en enrôlant des hommes nés en Estonie entre 1919 et 1924. Jusqu'en août 1943, 5 300 hommes sont enrôlés pour la légion estonienne et 6800 pour le service de soutien (Hilfswillige) au sein de la Wehrmacht allemande. Une mobilisation en octobre 1943 appelle les hommes nés en 1925 et 1926. Le 5 mai 1943, la 3e brigade de volontaires SS estonienne (en) est formée et envoyée au front près de Nevel. Une conséquence des mobilisations de 1943 est la vague d'environ 5 000 hommes estoniens fuyant vers la Finlande afin d'éviter l'enrôlement allemand. Plus de la moitié de ces hommes se portent volontaires pour servir dans les forces armées finlandaises. Environ 2 300 rejoignent l'armée et 400 la marine.

### Corps de fusiliers estonien de l'Armée rouge
En juin 1940, alors que l'armée estonienne est intégrée à la structure militaire soviétique avec 16 800 hommes, elle est transformée en 22e corps de fusiliers territoriaux. 5 500 soldats estoniens servent dans le corps lors de la première bataille, 4500 d'entre eux passent du côté allemand. En septembre 1941, lors de la dissolution du corps, il reste encore 500 anciens soldats estoniens.
Quelque 33 000 estoniens sont mobilisés alors que les soviétiques évacuent l'Estonie à l'été 1941, pas plus de la moitié de ces hommes sont utilisés pour le service militaire; le reste périt dans les goulags et les bataillons de travail, principalement dans les premiers mois de la guerre.
Des unités militaires estoniennes commencent à être formées au sein de l'Armée rouge en janvier 1942 parmi les estoniens de souche vivant en URSS. Le 8e corps de fusiliers estoniens atteint le front à Velikié Louki en décembre 1942 et subit de lourdes pertes au combat ainsi que la défection d'environ 1 000 hommes du côté allemand. Après Velikie Luki, le Corps estonien est remplacé par d'autres nationalités de l'URSS. L'activité principale du corps dans la dernière partie de la guerre est la participation aux batailles en Estonie.

## Batailles en 1944

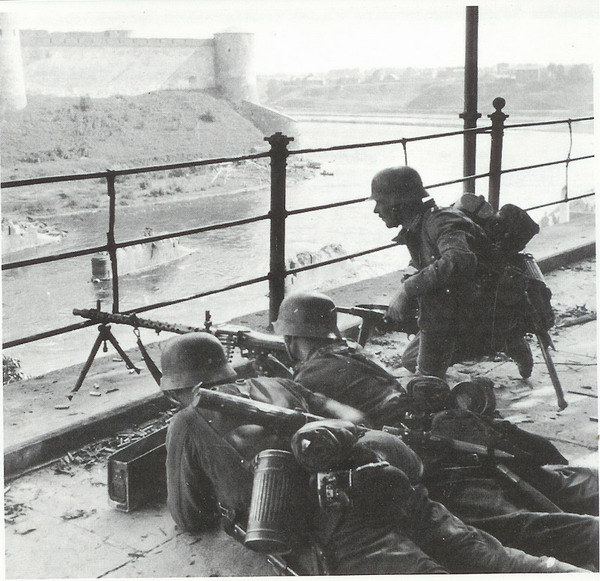
Des soldats défendant la rive estonienne du fleuve Narva, avec la forteresse d'Ivangorod sur le côté opposé.

En janvier 1944, le Front soviétique de Leningrad contraint le groupe Sponheimer à retourner à l'ancienne frontière estonienne. Le 31 janvier, l'auto-administration (en) (gouvernement fantoche d'Estonie) annonce une mobilisation générale. Jüri Uluots, le dernier Premier ministre constitutionnel de la république d'Estonie, chef du gouvernement clandestin estonien prononce un discours à la radio le 7 février qui implore les hommes valides nés entre 1904 et 1923 de se présenter au service militaire. Auparavant, Uluots s'était opposé à la mobilisation estonienne comme illégale au regard des Conventions de La Haye. Uluots espère qu'en s'engageant dans une telle guerre, l'Estonie serait en mesure d'attirer le soutien de l'Occident pour la cause de l'indépendance de l'Estonie. La mobilisation recueille un large soutien parmi les estoniens et 38 000 hommes sont recrutés. Après la mobilisation, il y a entre 50 000 et 60 000 estoniens sous les armes en Estonie.
La Légion estonienne créée en 1942, dépend en 1944 de la Waffen-SS, et plus particulièrement de la 20e Division de grenadiers des Waffen SS aux côtés d'autres unités estoniennes qui ont combattu sur différents fronts du côté allemand, ces forces sont rapidement rassemblées en Estonie. Six bataillons de défense des frontières sont également formés. A l'automne 1944, on estime qu'il y a le même nombre d'estoniens sous les armes qu'au moment de la guerre d'indépendance estonienne, soit au total environ 100 000 hommes. Des volontaires de Norvège, du Danemark, des Pays-Bas et de Belgique sont également déployés en Estonie au sein du groupe Sponheimer.

### Formation de têtes de pont à Narva

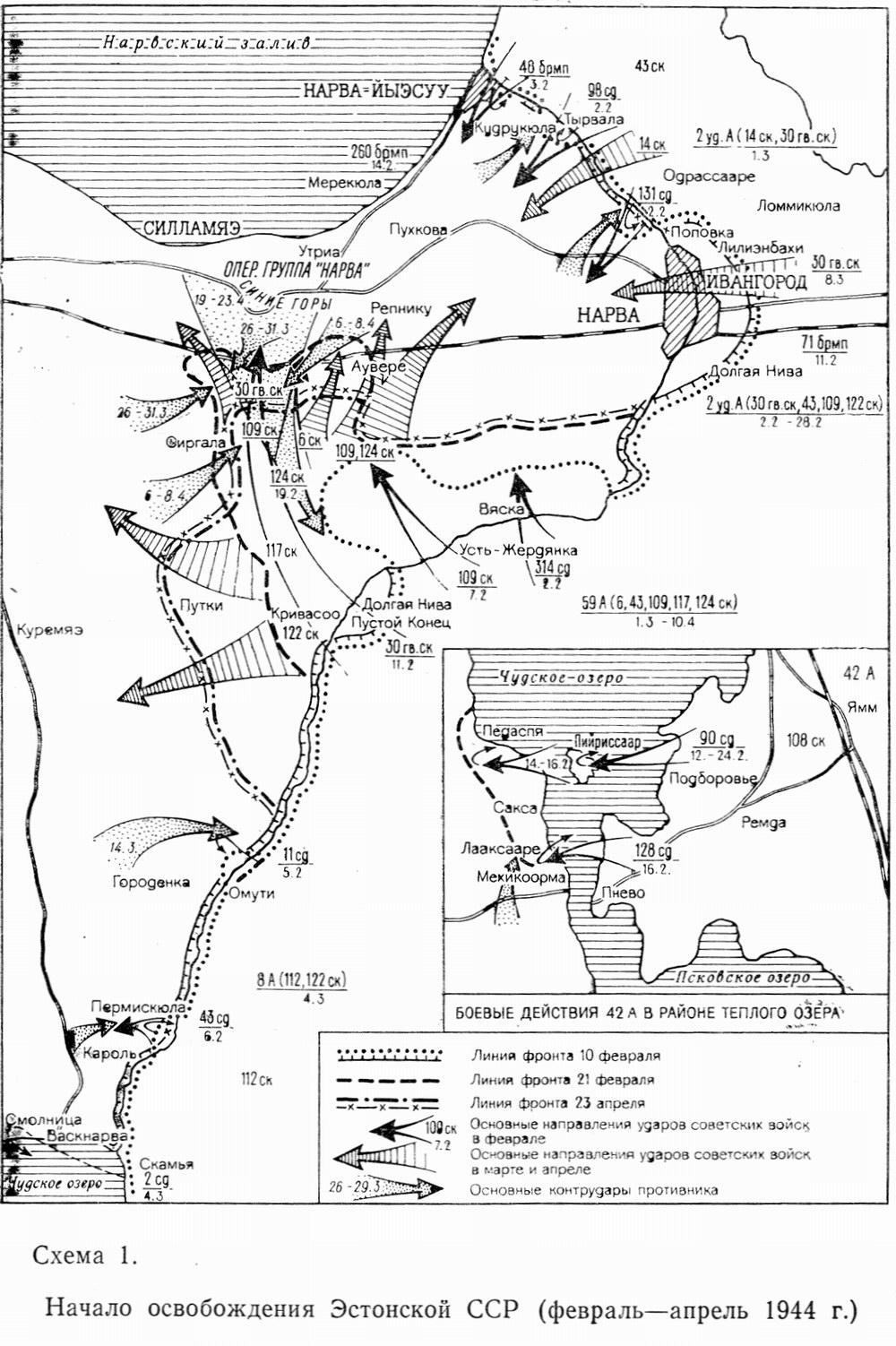
Carte soviétique au début de l'opération estonienne, février-avril 1944

L'offensive soviétique Kingisepp–Gdov atteint la rivière Narva le 2 février. Des unités soviétiques avancées de la 2e armée de choc et de la 8e armée établissent plusieurs têtes de pont sur la rive ouest au nord et au sud de la ville de Narva. Le 7 février, la 8e armée étend la tête de pont dans le marais de Krivasoo au sud de Narva, coupant le chemin de fer Narva-Tallinn derrière le IIIe SS Panzer Corps. Le quartier général du front de Leningrad ne profite cependant pas de l'occasion d'encercler le plus petit groupe de l'armée allemande. Le groupe Sponheimer tient bon dans cette situation compliquée. Au même moment, le 108e Corps de fusiliers soviétique installe ses unités près du lac Peïpous et établit une tête de pont autour du village de Meerapalu. Par coïncidence, la division estonienne dirigée vers le front Narva atteint la zone au même moment. Dans la bataille du 14 au 16 février, le 1er bataillon du 45e Régiment de grenadiers volontaires SS Estland et un bataillon du 44e Régiment d'infanterie (composé de membres de la Prusse orientale) détruisent les troupes soviétiques débarquées. Le débarquement de Mereküla est mené simultanément, alors que la 260e brigade d'infanterie navale indépendante soviétique, forte de 517 hommes, débarque dans le quartier côtier de Mereküla derrière les lignes du groupe Sponheimer. Cependant, l'unité amphibie est presque complètement anéantie.

### Offensives de Narva, février et mars

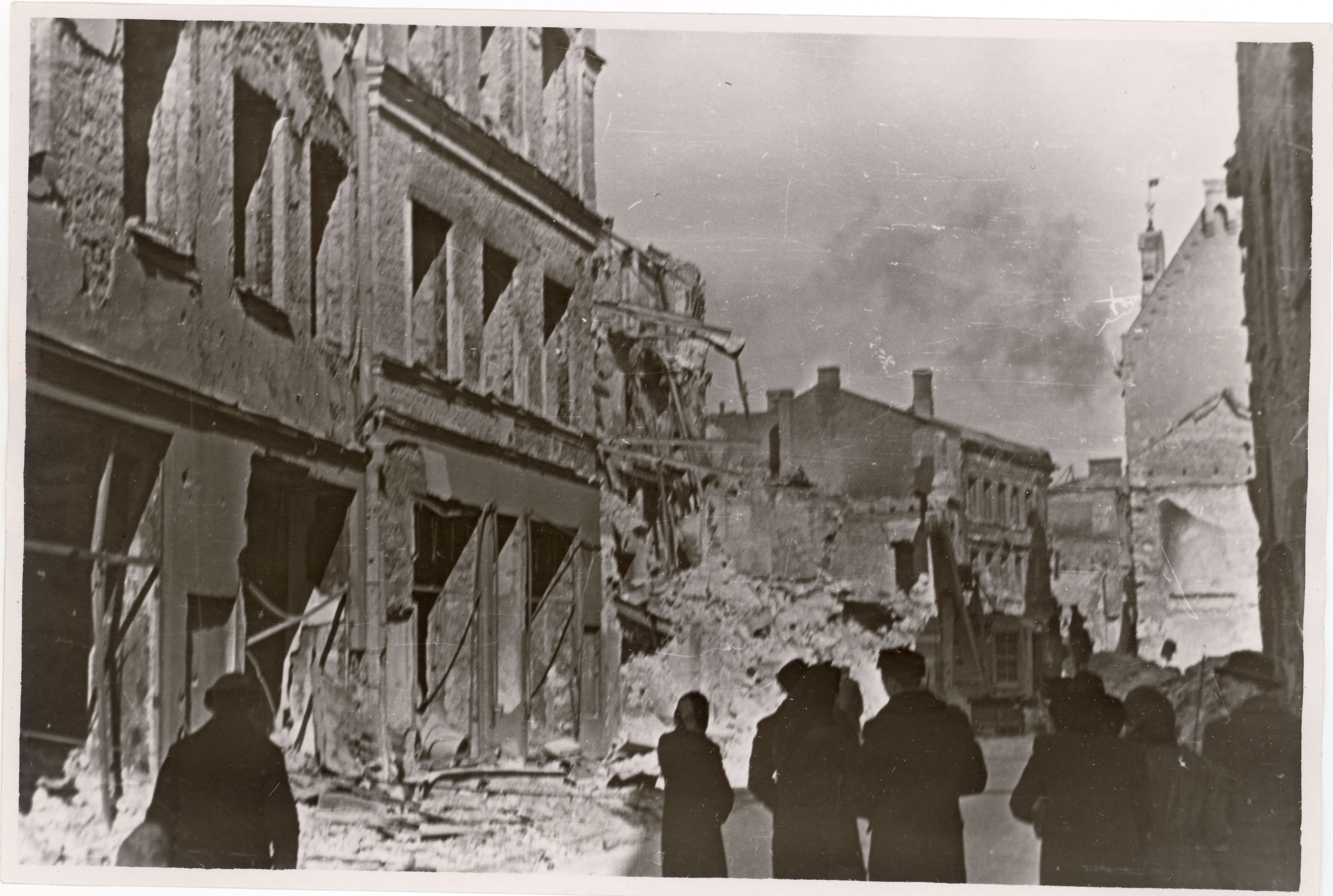
La vieille ville de Tallinn après les bombardements de l'armée de l'air soviétique en mars 1944.

La 2e armée de choc lance une nouvelle offensive Narva le 15 février simultanément depuis les têtes de pont au nord et au sud de la ville de Narva visant à encercler le IIIe SS Panzer Corps. Après de féroces batailles, l'armée soviétique épuisée interrompt ses opérations le 20 février. Depuis le début du mois de janvier, le Front de Leningrad a perdu 227 440 hommes blessés, tués ou portés disparus au combat, ce qui représente plus de la moitié des troupes ayant participé à l'offensive stratégique de Leningrad-Novgorod.
La pause entre les offensives est utilisée pour amener des forces supplémentaires des deux côtés. Le 24 février (jour de l'indépendance estonienne), accomplissant leur première tâche sur le front Narva, les nouveaux 45e et 46e régiments de grenadiers volontaires SS contre-attaquent pour briser les têtes de pont soviétiques. L'assaut du 46e détruit la tête de pont soviétique de Riigiküla. L'attaque des deux régiments estoniens commandés par le Standartenführer Paul Vent liquide la tête de pont de Siivertsi le 6 mars.
Début mars, le commandement du Front de Leningrad rassemble neuf corps contre sept divisions allemandes et une brigade défendant Narva. L'offensive soviétique de Narva (1er - 4 mars 1944) commence au sud-ouest de la ville dans le but de déborder et d'entourer la citadelle. Le corps de fusiliers de la 59e armée encercle la 214e division d'infanterie et les 658e et 659e bataillons estoniens qui continuent de résister. Cela donne au commandement du détachement de l'armée "Narwa" suffisamment de temps pour déplacer toutes les unités disponibles et repousser l'offensive,.
Un raid aérien soviétique rase la ville historique de Narva le 6 mars 1944. L'attaque de l'infanterie de la 2e armée de choc suit à Ivangorod sur la rive est de la rivière le 8 mars. Simultanément, des batailles rangées ont lieu dans le nord de la ville, où le 14e corps de fusiliers soviétique soutenu par l'artillerie du 8e corps de fusiliers estoniens tente de percer la défense allemande tenue par les régiments estoniens. Les attaques sont repoussées avec de grandes pertes pour les Soviétiques.
Les assauts aériens soviétiques contre des civils dans les villes estoniennes visent à empêcher les estoniens de soutenir le camp allemand contre l'offensive soviétique. L'aviation soviétique attaque Tallinn la nuit avant le 9 mars. Environ 40% des logements sont détruits dans la ville, 25 000 personnes se retrouvent sans abri et 500 civils sont tués. Le résultat du raid aérien est à l'opposé de l'objectif soviétique, car les estoniens se sentent dégoûtés par les atrocités soviétiques et plus d'hommes répondent à l'appel de conscription allemand,.
Les six divisions, les véhicules blindés et l'artillerie du 109e Corps de fusiliers soviétique et du 6e Corps de fusiliers nouvellement amené lancent l'offensive Narva (18 - 24 mars 1944) visant la gare d'Auvere. La 61e division d'infanterie allemande affaiblie conserve ses positions défensives. Le Kampfgruppe Strachwitz annihile une partie de la 8e armée de choc soviétique le 26 mars à l'extrémité ouest de la tête de pont de Krivasoo. Il détruit également la pointe est de la tête de pont le 6 avril. Le Kampfgruppe Strachwitz, inspiré par ses succès, tente d'éliminer la tête de pont dans son ensemble, mais est incapable d'achever ce projet en raison du dégel printanier qui rend le marais impraticable pour son escadron de chars. Fin avril, les deux camps à Narva ont mutuellement épuisé leurs forces. Un calme relatif s'installe sur le front jusqu'à fin juillet 1944,.

### Hauteurs de Sinimäed

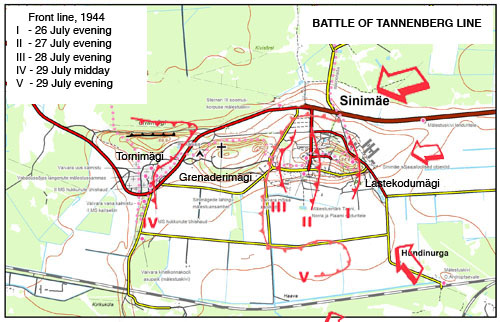
Bataille de la ligne Tannenberg, 26-29 juillet 1944

La 8e armée soviétique lance l'attaque initiale de l'offensive Narva à la gare d'Auvere. Le 44e régiment d'infanterie et le 1er régiment estonien le repoussent, infligeant de lourdes pertes aux Soviétiques. Le IIIe SS-Panzerkorps évacue Narva et le front est installé sur la ligne Tannenberg dans les collines de Sinimäed le 26 juillet,.
L'avant-garde soviétique attaque la ligne Tannenberg en conquérant une partie du Lastekodumägi, la plus orientale des trois collines. Les tentatives soviétiques de conquérir le reste des collines échouent le lendemain. La contre-attaque allemande du 28 juillet s'effondre sous la défense des régiments de chars soviétiques. Les forces du IIIe corps d'armée s'installent alors dans leurs nouvelles positions au Grenaderimägi, le centre des trois collines,.
Le point culminant de la bataille de la ligne Tannenberg est l'attaque soviétique du 29 juillet. Les unités de choc soviétiques répriment la résistance allemande au Lastekodumägi, tandis que les principales forces soviétiques subissent de lourdes pertes lors de l'assaut ultérieur au Grenaderimägi. Les chars soviétiques encerclent le Grenaderimägi et le Tornimägi, situé plus à l'ouest. Au même moment, le SS-Obergruppenführer Felix Steiner envoie les sept chars allemands restants qui frappent les forces blindées soviétiques surprises. Cela permet à l'unité de combat multinationale soviétique de reconquérir le Grenaderimägi aux mains des Allemands. Sur les 136 830 Soviétiques ayant lancé l'opération Narva, en juillet 1944, quelques milliers ont survécu et les régiments de chars soviétiques ont été démolis,.
Avec l'aide de renforts rapides, l'Armée rouge poursuit ses attaques. Le Stavka exige que le détachement militaire "Narwa" soit détruit et que la ville de Rakvere soit conquise au plus tard le 7 août. La 2e Armée de choc est de retour avec 20 000 soldats le 2 août mais les nombreuses tentatives échouent à briser la défense "Narwa". Govorov met fin à l'offensive soviétique le 10 août,.

### Sud de l'Estonie
Lorsque l'opération estonienne échoué dans le Sinimäed, le combat est porté au sud du lac Peipus. L'axe principal de l'opération soviétique dans le cadre de l'offensive sur Tartu vise la ville de Petchory. Le 10 août, la 67e armée soviétique franchit la défense du XXVIIIe corps d'armée. La 43e Division de fusiliers capture la ville de Võru le 13 août, repoussant les troupes de la 18e armée sur les rives de la Gauja et du Väike Emajõgi. Les unités allemandes appuyées par les bataillons locaux de défense civile Omakaitse renforcent leurs positions le long du Väike Emajõgi et repoussent les nombreuses tentatives soviétiques jusqu'au 14 septembre,.
Le groupe d'armées Nord soumet la défense de la ville de Tartu au Kampfgruppe Wagner, qui manque de troupes suffisantes pour tenir la ligne. Le 23 août, le 3e front de la Baltique lance un barrage d'artillerie sur les positions du 2e régiment estonien dans le village de Nõo au sud-est de Tartu. La 282e division de fusiliers soviétique, la 16e brigade de chars simples et deux régiments d'artillerie automoteurs passent la défense et capturent le pont stratégiquement important de Kärevere sur la rivière Emajõgi à l'ouest de Tartu. Le 25 août, trois divisions de fusiliers soviétiques avec le soutien d'unités blindées et d'artillerie prennent la ville et établissent une tête de pont sur la rive nord de la rivière Emajõgi,.
Aleksander Warma (en), ambassadeur d'Estonie en Finlande, annonce que le Comité national de la république d'Estonie a envoyé un télégramme le 1er août disant: "Les Estoniens rentrent chez eux!". Il annonce ensuite que le régiment d'infanterie finlandais 200 serait dissous et que les volontaires seraient libres de rentrer chez eux. Un accord est conclu avec les Allemands et les Estoniens se voient promettre une amnistie s'ils reviennent. Le I bataillon des garçons finlandais, les bataillons de police estoniens n°37 et 38 et un escadron de chars détruisent la tête de pont de deux divisions soviétiques à l'ouest de la ville le 30 août et capturent le pont de Kärevere. Le 4 septembre, une opération commandée par Rebane, Vent et l'Oberstleutnant Meinrad von Lauchert tente de reprendre Tartu. L'attaque est repoussée par des unités du 3e front balte,.

### Offensive balte

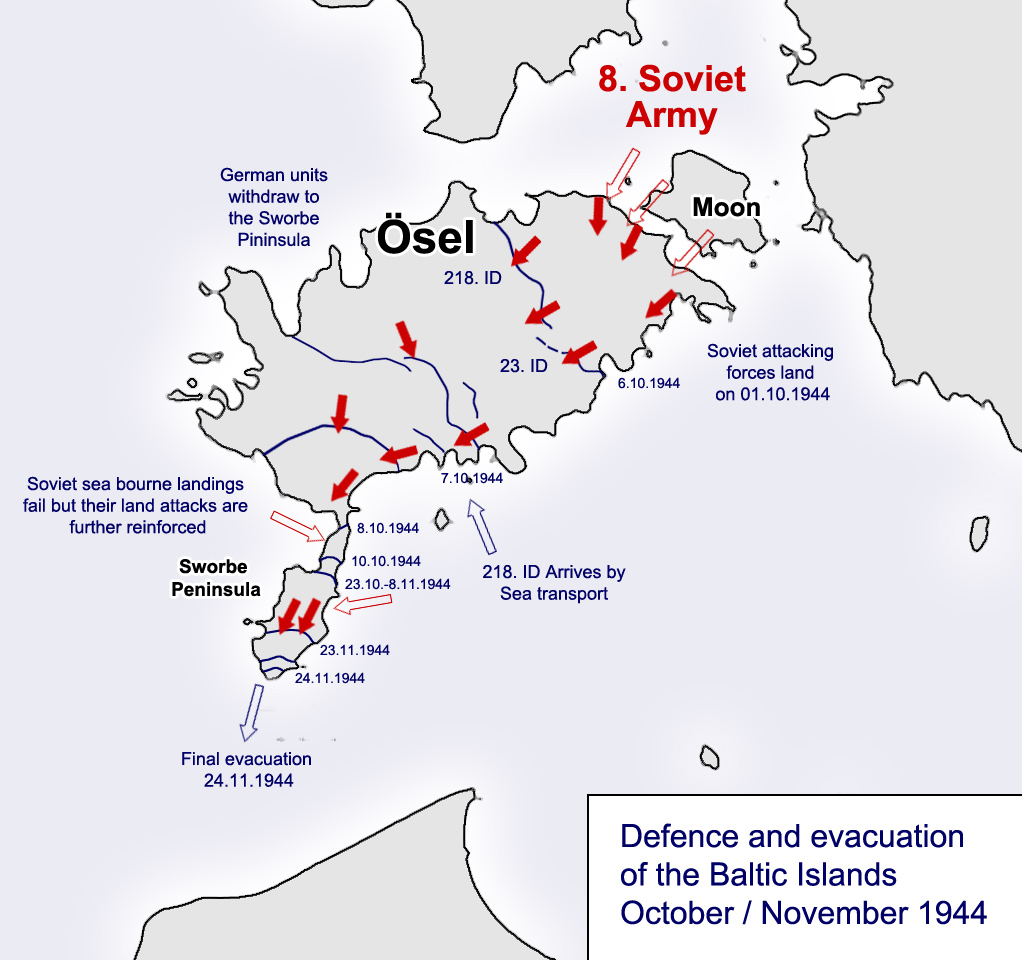
Offensive soviétique sur Saaremaa en octobre et novembre 1944 guerre mondiale.

Lorsque la Finlande se retire du conflit le 4 septembre 1944, selon l'accord de paix avec les Soviétiques, la défense du continent devient impossible et le commandement du groupe Narwa commence à préparer une évacuation d'Estonie. Les trois fronts soviétiques de la Baltique lancent leur opération offensive de Riga le 14 septembre sur toute la longueur du front de la 18e armée allemande s'étendant de la ville de Madona en Lettonie à l'embouchure de la rivière Väike Emajõgi. Dans le tronçon estonien, de la jonction ferroviaire de Valga au lac Võrtsjärv, le 3e front baltique est attaqué. Dans des batailles féroces, le XXVIIIe corps d'armée allemand et les bataillons d'Omakaitse tiennent leurs positions contre les armées soviétiques écrasantes,.
L'offensive soviétique de Tallinn de la 2e armée de choc commence tôt le matin du 17 septembre. Après le barrage d'artillerie de 132 500 obus et grenades tirés sur le IIe corps d'armée allemand, le 8e corps de fusiliers estoniens, le 30e Corps de fusiliers et le 108e Corps de fusiliers traversent l'Emajõgi dans le segment avant de 25 km de large à l'est de Tartu et passent à l'offensive avec un soutien blindé et aérien. La défense du IIe corps d'armée est brisée. Seul le groupement tactique «Rebane» placé près de Tartu réussit à tenir son segment avant. Alfons Rebane sort ses troupes avec de lourdes pertes. Le groupe Narwa et le XXVIIIe corps d'armée, les éléments les plus au nord du groupe Nord risquent d'être encerclés et détruits. Schörner ordonne au groupe Narwa d'abandonner les défenses de la ligne Emajõgi et le front Narva pour être évacué de l'Estonie continentale,.
Les combattants du corps estonien de fusiliers assassinent leurs compatriotes soldats tombés prisonniers dans la bataille de Porkuni, et les soldats blessés se réfugiant dans l'église paroissiale d'Avinurme,.
Les trois divisions allemandes de l'archipel ouest-estonien (archipel de Moonsund) résistent jusqu'au 23 novembre 1944,.
Selon les données soviétiques, la conquête du territoire de l'Estonie leur aura coûté 126 000 victimes, toutes causes confondues. Les batailles sur le front de Narva ont probablement ajouté 480 000 au chiffre. Du côté allemand, leurs propres données montrent 30 000 morts, ce qui est probablement sous-estimé; un chiffre plus réaliste serait de 45 000.

## Tentative de restauration de l'indépendance

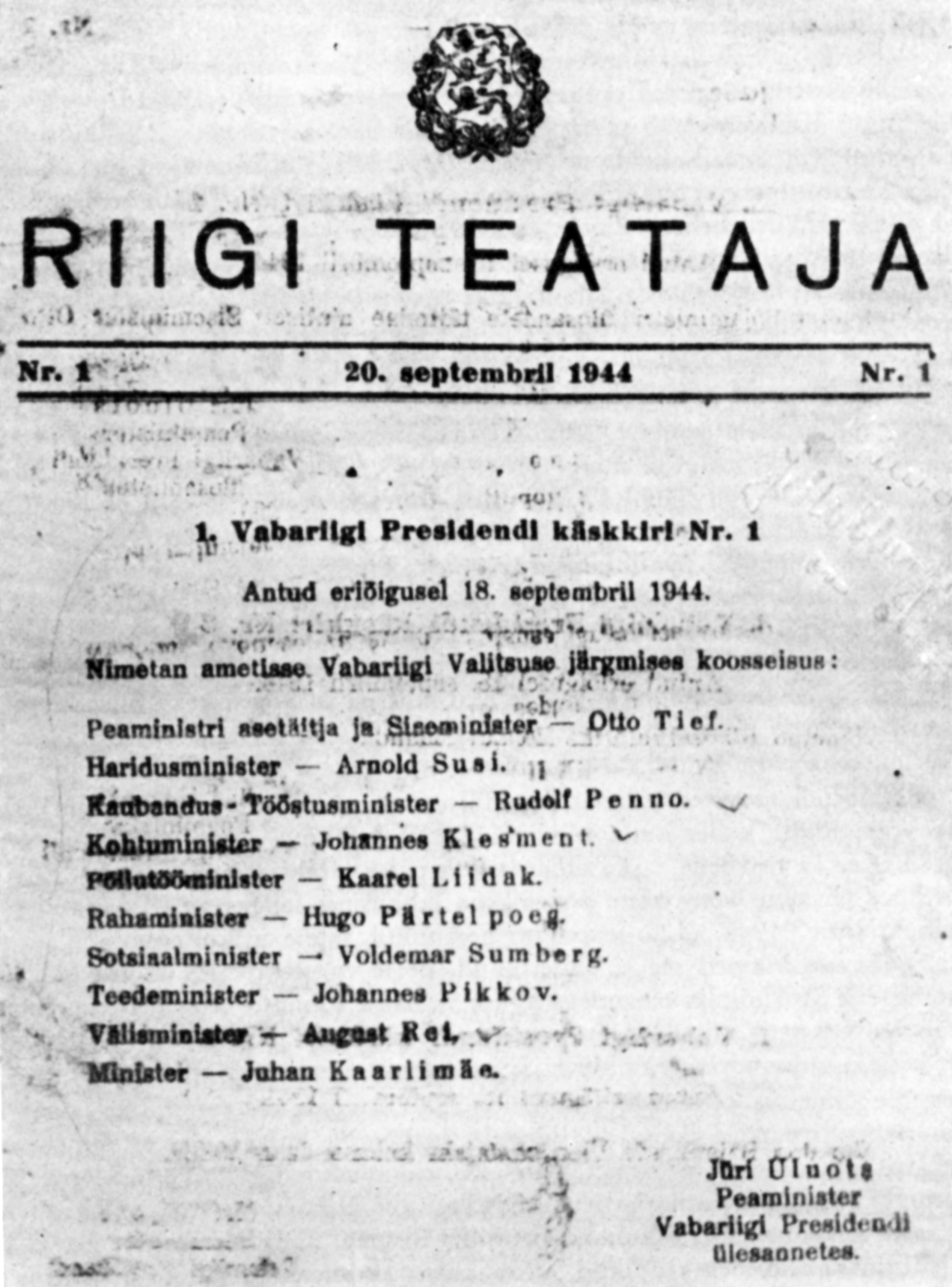
La proclamation du gouvernement de l'Estonie.

Alors que les Allemands se retirent, le 18 septembre, Jüri Uluots forme un gouvernement dirigé par le vice-premier ministre, Otto Tief. Le drapeau allemand nazi sur Pikk Hermann est remplacé par le drapeau de l'Estonie deux jours plus tard. Le 21 septembre, le gouvernement national estonien est proclamé. Les forces estoniennes saisissent les bâtiments gouvernementaux à Toompea et ordonnent aux forces allemandes de partir. L'Armée rouge prend Tallinn le 22 septembre et le drapeau estonien sur Pikk Hermann est remplacé par le drapeau rouge. Après l'évacuation des forces allemandes, les unités militaires estoniennes sous le commandement du contre-amiral Johan Pitka continuent à résister à l'Armée rouge. Les troupes estoniennes sont vaincues par les unités soviétiques lors des batailles du 23 septembre à l'ouest de Tallinn près de Keila et Risti.
Le gouvernement clandestin estonien, qui n'est officiellement reconnu ni par l'Allemagne nazie ni par l'Union soviétique, s'enfuit à Stockholm, en Suède, et opère en exil jusqu'en 1992, lorsque Heinrich Mark (en), le Premier ministre de la république d'Estonie dans les fonctions de président en exil, présenté ses lettres de créance au président nouvellement élu de l'Estonie, Lennart Meri. Le 23 février 1989, le drapeau de la RSS d'Estonie est abaissé sur Pikk Hermann et remplacé par le drapeau de l'Estonie le 24 février 1989.

## Retour soviétique
Les forces soviétiques reprennent l'Estonie à l'automne 1944 après de féroces batailles dans le nord-est du pays sur la rivière Narva et sur la ligne Tannenberg. En 1944, face à la réoccupation du pays par l'Armée rouge, 80 000 personnes fuient l'Estonie par voie maritime vers la Finlande et la Suède, devenant des réfugiés de guerre et plus tard des expatriés. 25 000 Estoniens ont atteignent la Suède et 42 000 autres en Allemagne. Pendant la guerre, environ 8 000 Suédois estoniens et les membres de leur famille émigrent en Suède. Après la retraite des Allemands, environ 30 000 Frères de la Forêt restent cachés dans les forêts estoniennes, pour se préparer à une guérilla massive. Le commandant du 46 régiment de grenadiers SS, Friedrich Kurg, se tient avec la plupart de ses hommes dans les forêts estoniennes.
En 1949, 27 650 soldats soviétiques mènent encore une guerre contre les Frères de la Forêt. Seule la déportation massive de 1949 (opération Priboï), qui concerne environ 21 000 personnes, brise les bases du mouvement insurgé. 6 600 Frères de la Forêt se rendent en novembre 1949. Plus tard, l'échec du soulèvement hongrois brise le moral de la résistance des 700 hommes encore cachés. Selon les données soviétiques, jusqu'en 1953, 20 351 insurgés sont désarmés. Parmi ceux-ci, 1 510 périssent dans les batailles. Au cours de cette période, 1 728 membres de l'Armée rouge, du NKVD et de la milice sont tués par les Frères de la forêt. August Sabbe, l'un des derniers survivants du groupe en Estonie, est découvert par des agents du KGB et meurt noyé en 1978. Après lui, il reste peu d'insurgés vivants dans les forêts estoniennes. Beaucoup d'entre eux sont morts à cause de leur âge au cours des 15 années suivantes.

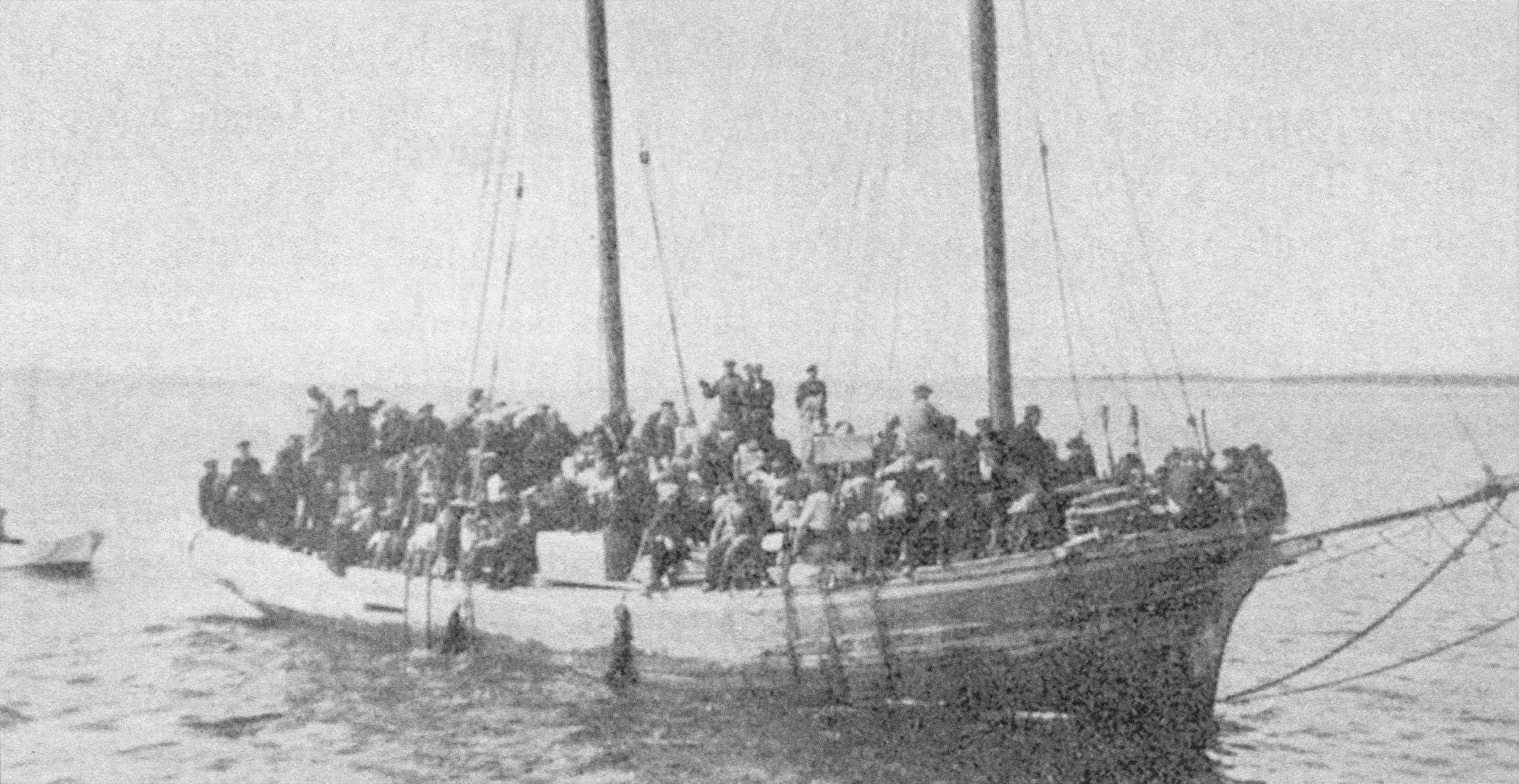
Suédois estoniens fuyant l'occupation soviétique en 1944.

Au cours de la première décennie d'après-guerre du régime soviétique, l'Estonie est gouvernée par Moscou via des gouverneurs estoniens nés en Russie. Issus de familles d'Estoniens natifs de Russie, ces derniers avaient obtenu leur éducation communiste en Union soviétique lors des répressions staliniennes à la fin des années 1930. Beaucoup d'entre eux ont combattu dans l'Armée rouge (dans le Corps de fusiliers estonien), et peu d'entre eux maîtrisent la langue estonienne.
Bien que les États-Unis et le Royaume-Uni, les alliés de l'URSS contre l'Allemagne pendant la Seconde Guerre mondiale, aient reconnu l'occupation de la république d'Estonie par l'URSS lors de la conférence de Yalta en 1945 de facto, les gouvernements des autres démocraties occidentales ne reconnaissent pas la prise de l'Estonie par l'URSS en 1940 et en 1944 de jure selon la déclaration de Sumner Welles du 23 juillet 1940,,. Ces pays reconnaissent les diplomates et consuls estoniens qui fonctionnent encore dans de nombreux pays au nom de leurs anciens gouvernements. Ces diplomates vieillissants persistent dans cette situation anormale jusqu'au rétablissement final de l'indépendance de l'Estonie en 1991.

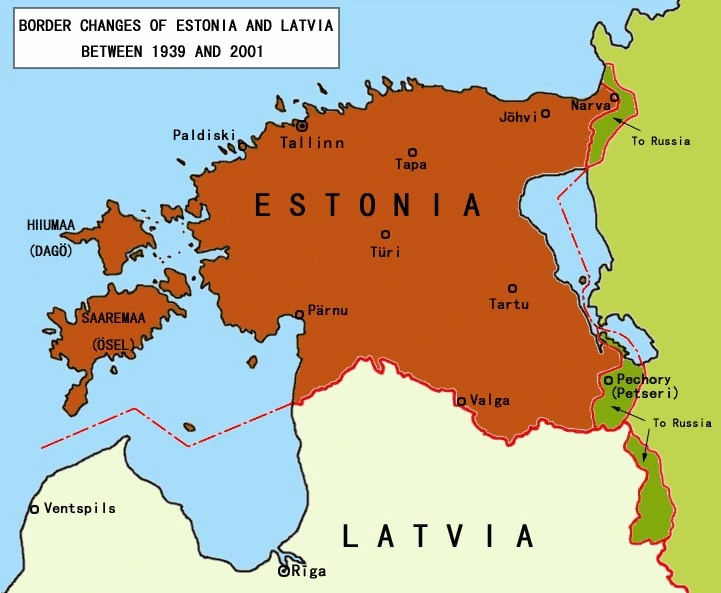
Changements aux frontières de l'Estonie après la Seconde Guerre mondiale.

La fédération de Russie, État successeur de l'Union soviétique, met par la suite fin à sa présence militaire en république d'Estonie en retirant ses dernières troupes en août 1994, et en abandonnant le contrôle des installations nucléaires de Paldiski en septembre 1995,.

## Controverses
Les opinions divergent sur l'histoire de l'Estonie pendant la Seconde Guerre mondiale:

### Position de la Cour européenne des droits de l'homme
La Cour note, tout d'abord, que l'Estonie a perdu son indépendance à la suite du traité de non-agression entre l'Allemagne et l'Union des républiques socialistes soviétiques (également connu sous le nom de «pacte Molotov-Ribbentrop»), conclu le 23 août 1939, et les protocoles additionnels secrets. À la suite d'un ultimatum pour installer des bases militaires soviétiques en Estonie en 1939, une entrée massive de l'armée soviétique en Estonie eut lieu en juin 1940. Le gouvernement officiel du pays fut renversé et le régime soviétique fut imposé par la force. Le régime communiste totalitaire de l'Union soviétique a mené des actions systématiques à grande échelle contre la population estonienne, y compris, par exemple, la déportation d'environ 10 000 personnes le 14 juin 1941 et de plus de 20 000 le 25 mars 1949. Après la Seconde Guerre mondiale , des dizaines de milliers de personnes se sont cachées dans les forêts pour éviter la répression des autorités soviétiques; une partie de ceux qui se cachaient a résisté activement au régime d'occupation. Selon les données des organes de sécurité, environ 1 500 personnes ont été tuées et près de 10 000 arrêtées au cours du mouvement de résistance de 1944 à 1953. Interrompue par l'occupation allemande entre 1941 et 1944, l'Estonie est restée occupée par l'Union soviétique jusqu'au rétablissement de son indépendance en 1991.

### Position du gouvernement estonien

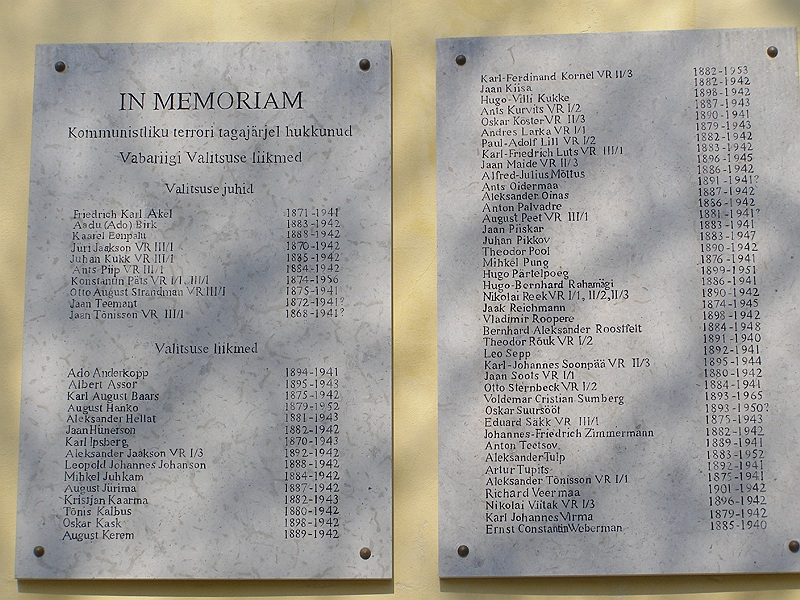
Plaque on the building of the Government of Estonia, Toompea, commemorating government members killed by communist terror

Selon le point de vue estonien, l'occupation de l'Estonie par l'Union soviétique a duré cinq décennies, seulement interrompue par l'invasion nazie de 1941 à 1944. À la suite des événements de la nuit de bronze (en) en 2007, le groupe national conservateur UEN du Parlement européen a présenté une proposition de résolution reconnaissant les 48 ans d'occupation comme un fait. La version finale de la résolution du Parlement européen, cependant, ne reconnaissait la perte d'indépendance de l'Estonie que de 1940 à 1991 et que l'annexion de l'Estonie par l'Union soviétique était considérée comme illégale par les démocraties occidentales. Une proposition du groupe de gauche GUE/NGL pour une résolution condamnant le transfert par le gouvernement estonien du mémorial de la Seconde Guerre mondiale a échoué.

### La position du gouvernement russe
Le gouvernement et les responsables russes continuent de soutenir que l'annexion soviétique des États baltes était légitime et que l'Union soviétique a libéré les pays des nazis. Ils affirment que les troupes soviétiques étaient entrées dans les pays baltes en 1940 à la suite des accords et avec le consentement des gouvernements des républiques baltes. Ils soutiennent que l'URSS n'était pas en état de guerre et ne menait aucune activité de combat sur le territoire des trois États baltes, par conséquent, selon l'argumentation, le mot «occupation» ne peut pas être utilisé,. "Les affirmations sur l'occupation par l'Union soviétique et les revendications qui y sont liées ignorent toutes les réalités juridiques, historiques et politiques, et sont donc totalement sans fondement." (Ministère russe des Affaires étrangères).

### Positions des anciens combattants
Le ressortissant estonien Ilmar Haaviste, chef d'une association d'anciens combattants estoniens qui ont combattu du côté allemand: "Les deux régimes étaient également mauvais, il n'y avait aucune différence entre les deux sauf que Staline était plus rusé".
Arnold Meri, ressortissant estonien, qui a combattu du côté soviétique et a ensuite été accusé de génocide pour son rôle dans les expulsions: "La participation de l'Estonie à la Seconde Guerre mondiale était inévitable. Chaque Estonien n'avait qu'une seule décision à prendre: de quel côté prendre part à ce combat sanglant, la coalition nazie ou anti-hitlérienne".
Le ressortissant russe Viktor Andreyev qui a combattu du côté soviétique en Estonie répondant à la question: "Comment vous sentez-vous qualifié d'"occupant?" - "La moitié croit une chose, la moitié en croit une autre. C'est dans le cours des choses."
En 2004, la controverse concernant les événements de la Seconde Guerre mondiale a entouré le monument de Lihula. En avril 2007, les divergences de vues sur l'histoire ont provoqué les manifestations du Soldat de bronze de Tallinn.